# 宇喜多かすみ
宇喜多 かすみ（うきた かすみ）は、日本のAV女優。

## 略歴
人妻AV女優として2010年デビュー。

## アダルトビデオ出演作品

### 撮りおろし・単体作品
- 美麗相姦 うつくしすぎた兄嫁 （タカラ映像 2010/02/04）
- 近親相姦 母と息子の肉欲交尾 （センタービレッジ 2010/03/18）
- 初撮り人妻ドキュメント 宇喜多かすみ （センタービレッジ 2010/03/25）
- 団地妻のイケナイ昼下がり 21 （TMクリエイト 2010/03/25）
- 兄貴の嫁さん 2 〜禁断の家族関係〜 （スティルワークス 2010/04/05）
- 美人妻図鑑 創刊2号 超敏感淫ら穴 （コロナ社 2010/4/27）
- 人妻を犯す！！昼下がりの連続レイプ 輪姦に酔い潮を吹き、生中出しに狂喜する… （コロナ社 2010/05/27）
- 母に甘えたい弟と兄 （ABC 2010/06/01）
- 淫らに乱れる不倫浮気妻のセックス！！ 団地妻スペシャル！！10 生中出し （TMクリエイト2010/06/25）
- 不倫に走る美人妻「刺激が欲しい熟れた生尻」三十路妻の匂うような色気と抱き心地 （コロナ社 2010/07/28）
- お義父さん､同居して下さい （マドンナ 2010/5/25）
- 不倫に走る美人妻 「刺激が欲しい熟れた生尻」 （コロナ社 2010/7/28）
- ガマンできない！！欲しいの！！早く入れて Bath Roomからヤル気満々！！ （コロナ社 2011/09/24）
- 自ら脱いだ人妻達 2 （コロナ社 2011/11/24）

### オムニバス再編集作品
- 黄金の貧乳勃起チクビ列伝！ Vol.2 （センタービレッジ 2010/6/24）
- センタービレッジBEST まるごと5タイトル8時間⑦ （センタービレッジ 2011/2/17）
- お母さんと僕の秘密の性活 （ex 2011/01/08）
- ラブホで燃える人妻の悶え顔 9 （コロナ社  2012/02/23）
- 人妻輪姦！！ 犯され感じる人妻達、敏感おま○こ！！ （コロナ社 2012/05/24）
- 近親相姦 母さんのお口はオマンコみたいだ…フェラチオでイク僕 （ex 2012/10/19）
- 好評！無防備な隣の奥さん 匂いたつパンチラ胸チラ集2 （ABC/妄想族 2012/12/19）
- マドンナ厳選女優のイク瞬間109連発 8時間 （マドンナ 2012/10/25）
- 息子のオナニーに欲情する母親達 40家族 4時間 （ABC/妄想族 2013/01/19）
- 人妻中出しレイプ 4 「精液まみれの熱い陰唇」（コロナ社 2013/01/24）
- 美熟女だらけの発射直前BEST200人8時間 （マドンナ 2013/03/25）
- 騎乗位好きのムチムチの人妻達 美味尻を振りクリ○リスを自ら刺激 （コロナ社 2013/04/24）

他